# 人生のミサ
『人生のミサ』（じんせいのミサ、独: Eine Messe des Lebens）は、イギリスの作曲家フレデリック・ディーリアスが1905年に完成した合唱曲。第2部のみの初演が1908年にミュンヘンで行われ、翌1909年にロンドンにおいてトーマス・ビーチャムの指揮で全曲が初演された。

## 概要
フリードリヒ・ニーチェ作の『ツァラトゥストラはこう語った』に基づき、歌詞はドイツ語で書かれている。ディーリアスは1898年にも同書の「真夜中の歌」 (Midnight Song) による管弦楽と男声合唱のための楽曲を作曲しており、これは改作されてこのミサ曲の一部となった。ニーチェの作品からテクストを選定するに当たっては、指揮者のフリッツ・カッシーラーが重要な役割を果たしており、曲はカッシーラーに献呈されている。
この曲はディーリアスの演奏会用作品では最大のもので、ソプラノ、アルト、テノール、バスの4人の独唱者、2群の合唱と管弦楽のために書かれている。
日本初演は1976年9月15日に東京厚生年金会館で行われた。

## 楽器編成
独唱者（ソプラノ、アルト、テノール、バス）、二重混声合唱。
フルート3（ピッコロ持ち替えを含む）、オーボエ3、イングリッシュホルン、バスオーボエ、クラリネット3、バスクラリネット、ファゴット3、コントラファゴット、ホルン6、トランペット4、トロンボーン3、チューバ、ティンパニ、そのほかの打楽器（演奏者は4人。スネアドラム、バスドラム、カスタネット、シンバル、トライアングル、鐘、音程のあるゴング、タムタム、グロッケンシュピール）、ハープ2、弦五部。

## 演奏時間
約100分